# Denkmal für die Revolutionsgefallenen 1918–1920

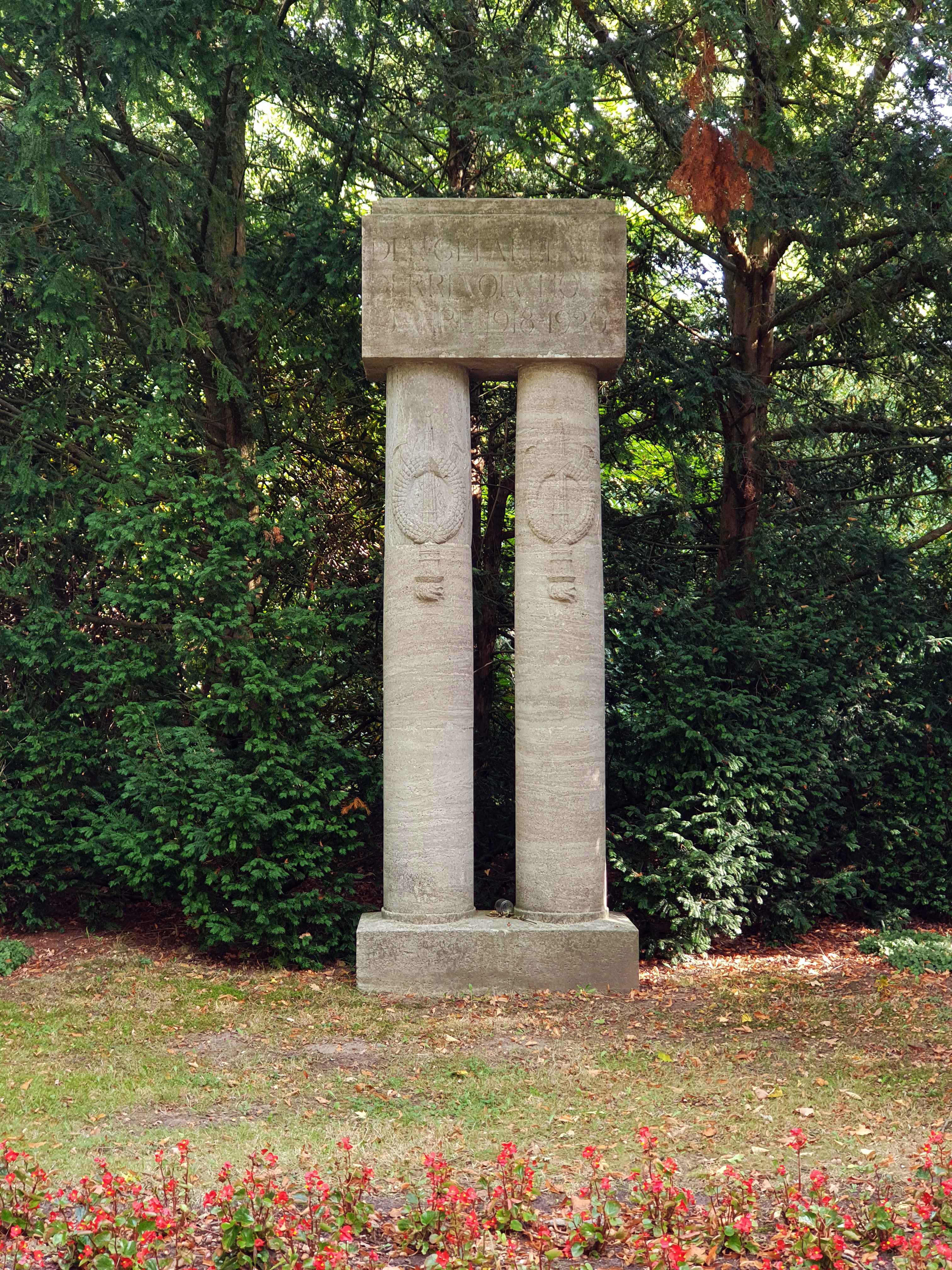
Denkmal für die Revolutionsgefallenen 1918–1920 auf dem Parkfriedhof Ohlsdorf, 2023

Das Denkmal für die Revolutionsgefallenen 1918–1920 ist Teil des Friedhofs Ohlsdorf im gleichnamigen Hamburger Stadtteil. Die Anlage aus einem Gräberfeld und einem Denkmal wurde am 5. November 1920 gegenüber dem Friedhofsmuseum eingeweiht. In der Grabanlage wurden im Zuge der Novemberrevolution 1918/19, der Sülzeunruhen 1919 oder in der Abwehr des Kapp-Putsch 1920 getötete Menschen beigesetzt. Nach der Weihe fanden auch die Toten der wenig später stattfindenden Märzunruhen 1921 ihre letzte Ruhestätte auf der Anlage. Das Denkmal war in der Weimarer Republik Ziel mehrerer rechtsterroristischer Sprengstoffanschläge. Auf Beschluss des nationalsozialistisch geführten Hamburger Senats wurde das Denkmal kurz vor Weihnachten 1933 abgetragen und nach dem Ende des Zweiten Weltkriegs im August 1945 wieder an gleicher Stelle aufgebaut.

## Geschichte
Im Sommer 1919 diskutierte der Hamburger Senat ein Grabdenkmal für die Opfer der Revolution. Der Stadtbaudirektor Fritz Schumacher entwarf das Denkmal, das aus zwei hohen Säulen besteht, die einen geraden Gebälkblock tragen und jeweils mit dem Relief eines Kranzes mit Schleife und gesenkter Fackel geschmückt sind. Als Inschrift am Gebälk war „Den Gefallenen der Revolutionstage“ und an den Säulen „12. November im Jahre 1918“ und „30. Juni bis 20. August 1919“ für die Novemberrevolution sowie den Sülzeunruhen vorgesehen. In Unkenntnis über die Motivation der beigesetzten Toten, ob sie „für oder gegen die Revolution gekämpft oder ob sie etwa mehr zufällig bei Gelegenheit der Straßenkämpfe ihr Leben eingebüßt hatten“, entschied man sich für die neutralere Beschriftung DEN GEFALLENEN // DER REVOLUTIONS // JAHRE 1918-1920.
Das Denkmal wurde am 5. November 1920 eingeweiht. Auf dem vorgelagerten Gräberfeld wurden die Namen der Toten auf 47 Kissensteinen verewigt. Für die Toten, die im Zusammenhang mit dem Kapp-Putsch und dem damit verbundenen „Harburger Blutmontag“ im Umfeld der ehemaligen Heimfelder Mittelschule im März 1920 zu Tode kamen, wurden 12 weitere Steine auf die Gräber gelegt. Mit dem Arbeiter Albert Frenz Techen ist auch ein Opfer der Hamburger Osterunruhen 1919 als Prolog der sich anschließenden Sülzeunruhen bestattet. Nach den Märzkämpfen 1921 wurden weitere Tote auf der Anlage beigesetzt.
Im Jahr 1922 wurde das Denkmal Ziel von Sprengstoffanschlägen der extrem rechten Organisation Consul. Im Nationalsozialismus wurde das Denkmal 1933 abgetragen und dessen Bestandteile in der Kapelle 12 des Friedhof Ohlsdorf versteckt. Die Grabanlage wurde dabei nicht aufgelöst. Im August 1945 wurde das Denkmal wieder errichtet. Anlässlich des 100. Jahrestages der Novemberrevolution in Hamburg wurde vor der Anlage eine Informationstafel über das Gräberfeld vom Jugendarbeitskreis Hamburg im Volksbund Deutsche Kriegsgräberfürsorge aufgestellt.